# 復讐悲劇
復讐劇（ふくしゅうげき、英: revenge play）あるいは復讐悲劇（ふくしゅうひげき、英: revenge tragedy）とは、復讐が主たるモチーフとなっている演劇作品のこと。
世界各国に復讐を主たるモチーフにした演劇作品はある、と言ってよい。とは言え、中でも特にエリザベス朝とジャコビアン時代のイギリスでは、悲劇の1形式として、とりわけ人気を博し（よってイギリスのものは「復讐悲劇」と呼ばれる傾向がある）世界の文学史の中でも真っ先に語られるものである。もっとも有名な作品はトマス・キッドの『スペインの悲劇（The Spanish Tragedy）』とウィリアム・シェイクスピアの『ハムレット』である。最初にこのジャンルをカテゴライズしたのは学者のフレジソン・バウワーズである。
なお広義では、演劇作品に限らず、復讐をモチーフにした物語性のある作品は「復讐劇」revenge playと分類されることがある。
本記事では、主に演劇作品について解説し、末尾に演劇以外のジャンルで復讐が主たるモチーフになっているものも少量紹介する。

## 歴史

### イギリス国内での歴史

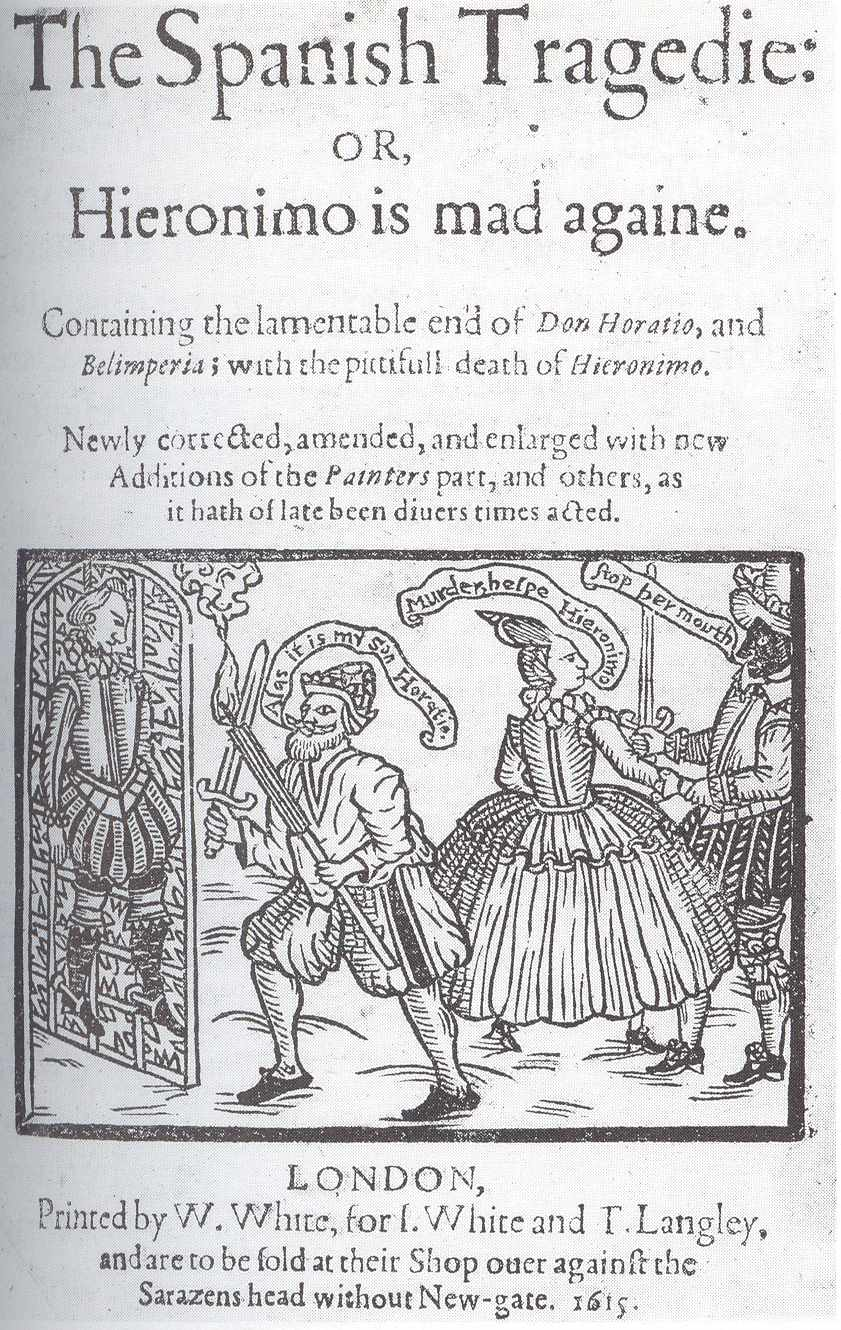
トマス・キッド『スペインの悲劇』の表紙（16世紀）

エリザベス朝初期の悲劇のいくつかにセネカの影響が見られる。とくに顕著なのは『ゴーボダック（Gorboduc）』（1561年）である、ハイブリッド道徳劇『ホレステス（Horestes）』（1567年）もまた初期の一例である。しかし、イングランド演劇において最初の代表的復讐悲劇はトマス・キッドの『スペインの悲劇』である。『スペインの悲劇』は1587年に上演・出版され、大成功を収め、マーロウの『タンバレイン大王（Tamburlaine）』とともに、長きにわたって、悲劇的ドラマツルギーを特徴づけた。『スペインの悲劇』はベン・ジョンソンによって追補され、1642年まで断続的に上演された。その有名なシーンは模倣され、変形され、最後にはからかわれた。キッドも部分的に書いたかも知れない続編も作られた。
『ハムレット』は数少ないシェイクスピアの「復讐悲劇」である。キッドへのフィギュラルかつ文学的な反応と読むこともできる。キッドは『原ハムレット』と呼ばれる作品の作者だと時々言われることがある。復讐喜劇としてみると、『ハムレット』はテーマを複雑にし、その雛形の心理面をより深めるやり方で特筆すべきものがある。『スペインの悲劇』の中で復讐に向かってまっすぐだったものが、ハムレット王子にとっては事実に関しても道徳的にもあやふやである。ハムレットは、戦う勇気と血統の権利を重んじるローマ的価値と、謙虚さと他者を受け入れるキリスト教的価値の間で葛藤している。
『ハムレット』以上に「復讐悲劇」として純粋なジャコビアン時代の作品には、1606年に上演され翌年匿名で出版された『復讐者の悲劇（The Revenger's Tragedy）』がある。いくらかの外的証拠（疑問はあるが）から長く作者はシリル・ターナー（Cyril Tourneur）と考えられてきたが、最近になって多くの評論家たちはトマス・ミドルトンこそこの劇の作者であると主張するようになった。文体論的にいっても、ミドルトン説は説得力がある。『復讐者の悲劇』はミドルトンの喜劇で典型的な、粗野な（さらに卑猥な）スタイル、不遜なトーン、グロテスクな題材が特徴である。亡霊は登場しないが、それ以外の点ではこの劇はこの劇は『スペインの悲劇』を如才なく新しくして、イタリアの宮廷の欲望と腐敗を描いている。
ジャコビアン時代の他の復讐悲劇には『無神論者の悲劇（The Atheist's Tragedy）』（1611年出版。シリル・ターナー作）、『マルコンテント（The Malcontent）』（1603年頃）がある。
チャールズ1世・2世の時代の「復讐悲劇」は初期の作品の派生物で、現在は専門家さえも読むことはあまりない。

## 起源・因習・テーマ
ルネサンスの（イギリスの）「復讐悲劇」の先駆であり、また強い影響を与えたものは、古代ローマの劇作家であるストア派哲学者でもあったセネカの作品で、その中でも、『テュエステース』（題材となったテュエステースも参照）がほぼすべてと言ってよい。この劇がローマ時代に上演されたかどうかは不明である。
エリザベス朝およびジャコビアン時代の劇作家たちは、復讐とともに、身の毛もよだつ、ブラック・コメディ的バイオレンスの詰まった劇を上演した。忠実に従ったわけでは決してないが、手本となったセネカの作品は「復讐悲劇」をはっきりと定義づけた。それは以下のようなことである。
- 人に知られない殺人、通常、悪人が善人の統治者を殺す。
- 犠牲者の亡霊が若い親類、主に息子のところに訪れる。
- 殺人者と復讐者がお互いに対して計画を進める中での偽装と策略。じわじわと死者の数が増える。
- 復讐者または支援者が本当のあるいは偽りの狂気に陥る。
- 最後にはバイオレンスの爆発。ルネサンス期には嘘の仮面劇や祭でそれが起こることが多かった。
- 復讐者を含め登場人物の多くが死んでしまうカタストロフ。

セネカのストア主義と政治的な経歴（セネカはネロの相談役だった）もルネサンスの復讐悲劇に反映されている。イングランド演劇では、復讐者はストイック（はっきりとではないが）かつ復讐をすることに葛藤した。この点では、イングランドの復讐悲劇の大きな主題的な関心は痛みの問題であった。政治的にイングランドの劇作家は宮廷の絶対的権力、腐敗、派閥争いといったテーマを掘り下げるため復讐という筋を使った。すべての関心は、セネカの劇がローマの政治に対してそうだったように、エリザベス朝後期とジャコビアン時代の政治に向けられた。

## 影響
1587年以降の劇で復讐悲劇のある面の影響を受けているものは他にも若干あるが、完全に復讐悲劇とは言えない。
『ハムレット』以外に、復讐の要素を持つシェイクスピア劇には、『タイタス・アンドロニカス』、『ジュリアス・シーザー』、『マクベス』がある。
トマス・ピンチョンの小説『競売ナンバー49の叫び』の中に、架空のリチャード・ウォーフィンガーが書いた『急使の悲劇（The Courier's Tragedy）』という題名のジャコビアン時代の復讐悲劇のパロディが登場する。

## 復讐をモチーフとした映画
イギリスの「復讐悲劇」を映画化したもの、あるいはイギリスの「復讐悲劇」の形式を踏襲したもの
復讐悲劇は多数映画化されている。ここでは、『ハムレット』の映画化は除く。
- デレク・ジャーマン『エドワードII』（原作：マーロウ）
- ジュリー・テイモア『タイタス』（原作：シェイクスピア『タイタス・アンドロニカス』）
- アレックス・コックス『リベンジャーズ・トラジディ』（原作：ミドルトン? ターナー?『復讐者の悲劇』）
- ピーター・グリーナウェイ『コックと泥棒、その妻と愛人』（オリジナルだが復讐悲劇のスタイルを持っている）

他
復讐劇は世界各国で、映画のモチーフやジャンルとして定着している。
文学系ではフランスのデュマの『モンテクリスト伯』のリメイクは定番のひとつである。長いので連続テレビドラマの形式になることも多い。
映画作品としては、たとえば以下のような作品がある。
- 『ウィンチェスター銃'73』 (1950年、米国)
- 『処女の泉』（1960年、スウェーデン）
- 『修羅雪姫』（1973年、日本）　（クエンティン・タランティーノの『キル・ビル』にも影響を与えた作品）
- 『追想』（1975年、フランス・西ドイツ）（英語のタイトル翻訳はもっと分かりやすく「The Old Gun or Vengeance One by One」。ナチスの連中に家族を殺された男が復讐を決意し、古い銃を手にとり、憎きナチスどもを　ひとりひとり殺してゆく、という物語。）
- 『ローリング・サンダー』（1977年、米国）
- 『キル・ビル』（2003年、米国）
- Revanche （2008年、オーストリア）
- 『完全なる報復』（2009年、米国）

当百科事典の英語版には　en:Category:Films about revenge by countryというカテゴリもあり、各国の、「映画による復讐劇」「復讐映画」を一覧状に見ることができる。

### 日本語訳テキスト
- セネカ悲劇集(2)（訳：岩崎務、京都大学学術出版会） - 『テュエステス』他収録
- スペインの悲劇（訳：斎藤国治、中央公論事業出版）
- 復讐者の悲劇・無神論者の悲劇（エリザベス朝演劇集）（訳：小田島雄志、白水社）